# Tjerkasy rajon
Tjerkasy rajon (ukrainsk: Черкаський район, tr. Tjerkaskij rajon) er en af 4 rajoner i Tjerkasy oblast i Ukraine. Ved Ukraines administrative reform fra juli 2020 blev den tidligere Tjerkasy rajon udvidet med andre nærtliggende rajoner samt byerne Tjerkasy, Kaniv og Smila, så det samlede befolkningstal for Tjerkasy rajon nåede op på 602.600.
Beliggenheden af Tjerkasy rajon er central-østlig i Tjerkasy oblast, hvor Tjerkasy rajon ligger langs den vestlige bred af floden Dnepr og Krementjuk-reservoiret - bortset fra et mindre område på den østlige bred af Dnepr overfor byen Kaniv.
Mod nord grænser Tjerkasy rajon op til Kyiv oblast, mod øst ligger Zolotoniskij rajon, mod syd befinder Kirovohrad oblast sig, og mod sydvest Zvenyhorodka rajon.
Ukraines nationalskjald Taras Sjevtjenko (1814-1861) var født i en landsby i Zvenyhorodka rajon. Efter sin død blev han begravet 100 km længere mod nordøst, ved Dnepr i byen Kaniv i Tjerkasy rajon.
I året 1595 fødtes den senere kosakleder Bogdan Khmelnytskij i landsbyen Subotiv i den sydøstlige del af den nuværende Tjerkasy rajon. Han kom til at indtage en meget stor rolle i ukrainsk historie. Ved Khmelnytskijs fødselstidspunkt var området en del af Den polsk-litauiske realunion, og den måde som samfundet var organiseret på fik stor betydning for, at Bogdan Khmelnytskijs karriere kom til at spænde over at være oprørsleder, de facto statsleder og diplomat.
Navnet "Tjerkasy" er tidligere blevet brugt som en russisk betegnelse for kosakker, herunder Zaporogkosakkerne i Ukraine (men har blandt andet også været brugt i relation til den tjerkessiske befolkning i den russiske del af Kaukasien).